# Ламба (верхний приток Ярани)
Ламба — река в России, протекает в Яранском районе Кировской области. Устье реки находится в 98 км по левому берегу реки Ярань. Длина реки составляет 18 км.
Исток реки находится западнее села Кугушерга, центра Кугушергского сельского поселения, и в 18 км к юго-западу от Яранска. Река течёт на восток, протекает село Кугушерга, где на реке плотина и запруда; деревни Добро-Вещево и Малый Груздовник, а также несколько нежилых. Крупнейший приток — Молдавашка (левый). Впадает в Ярань у деревни Щеглы (Знаменское сельское поселение)

## Данные водного реестра
По данным государственного водного реестра России, относится к Камскому бассейновому округу, водохозяйственный участок реки — Вятка от города Котельнич до водомерного поста посёлка городского типа Аркуль, речной подбассейн реки — Вятка. Речной бассейн реки — Кама.
Код объекта в государственном водном реестре — 10010300412111100036979.